# Otto von Foerster
Karl Georg Otto von Foerster (* 19. Oktober 1820 in Ober Mittlau, Landkreis Bunzlau; † 3. August 1906 in Potsdam) war ein preußischer Generalleutnant und Kommandeur der 6. Division.

## Leben

### Herkunft
Otto war ein Sohn des Ernst von Foerster (1788–1866) und dessen Ehefrau Henriette, geborene von Tschirschky und Bögendorff (1791–1872). Sein Vater war Landesältester, Major a. D., Ritter des Eisernen Kreuzes und Herr auf Ober Mittlau.

### Militärkarriere
Foerster absolvierte die Ritterakademie in Liegnitz und trat nach seinem Abschluss am 26. März 1839 in das Garde-Reserve-Infanterie-Landwehr-Regiment der Preußischen Armee ein. Er avancierte bis Mitte Dezember 1840 zum aggregierten Sekondeleutnant und wurde am 13. Juli 1841 in das Regiment einrangiert. Vom 1. Mai 1846 bis zum 1. November 1848 war er Adjutant des II. Bataillons und anschließend kommandierte man ihn als Adjutant und Rechnungsführer zum 3. Garde-Landwehr-Regiment in Breslau. Daran schloss sich eine Verwendung als Adjutant des II. Bataillons im Garde-Reserve-Infanterie-Landwehr-Regiment an und er stieg Mitte November 1852 zum Premierleutnant auf. Er wurde am 2. März 1854 zum Regimentsadjutanten ernannt und am 8. Januar 1857 als Adjutant der 2. Garde-Infanterie-Brigade kommandiert. Unter Beförderung zum Hauptmann erfolgte am 21. September 1857 seine Versetzung als Kompaniechef in das 29. Infanterie-Regiment. Foerster stieg am 23. Juli 1861 zum Major auf, wurde am 24. Februar 1864 Kommandeur des I. Bataillon und in dieser Eigenschaft am 18. Juni 1866 Oberstleutnant.
Während des Deutschen Krieges nahm Foerster an den Schlachten bei Münchengrätz sowie Königgrätz teil und erhielt für sein Wirken den Roten Adlerorden IV. Klasse mit Schwertern. Nach dem Friedensschluss wurde er am 30. Oktober 1866 Kommandeur des I. Bataillons im Infanterie-Regiment Nr. 83 und wurde am 22. März 1868 unter Beförderung zum Oberst als Kommandeur in das 2. Thüringische Infanterie-Regiment Nr. 32 versetzt.
Im Krieg gegen Frankreich führte Foerster sein Regiment in den Schlachten bei Weißenburg, Wörth, Beaumont, Sedan und Le Mans sowie den Gefechten bei Artenay, Chateaudun, Chartes, La Fourche, Ballon und Alencon. Zwischenzeitlich fungierte er vom 26. Oktober bis zum 16. Dezember 1870 als Führer der 41. Infanterie-Brigade.
Ausgezeichnet mit beiden Klassen des Eisernen Kreuzes wurde Foerster nach dem Krieg unter Stellung à la suite seines Regiments zum Kommandeur der 49. Infanterie-Brigade (1. Großherzoglich Hessische) ernannt. Außerdem erhielt er in Würdigung seiner Leistungen während des Krieges am 19. Januar 1873 den Orden Pour le Mérite. Am 22. März 1873 stieg Foerster zum Generalmajor auf und am 24. September 1878 wurde er mit dem Kronen-Orden II. Klasse mit Stern ausgezeichnet. Als Generalleutnant war er vom 14. Januar 1879 bis zum 3. November 1882 Kommandeur der 6. Division. Anschließend wurde er am 4. November 1882 unter Verleihung des Roten Adlerordens I. Klasse mit Eichenlaub und Schwertern am Ringe mit Pension zur Disposition gestellt.
Er starb am 3. August 1906 in Potsdam.
Der General von Bose schrieb 1876 in seiner Beurteilung: Schon im letzten Feldzuge hat der Generalmajor von Foerster, damals in Vertretung des Brigadekommandeurs, die Befähigung für diese Stellung durch Kaltblütigkeit, Bravour, Umsicht und raschen Entschluß auf das glänzenste dargetan und wird es ihm nun auch im Frieden leicht, den Anforderungen zu genügen, war es mit großer Pflichttreue tut. Sein Befähigung zur Ausbildung der Brigade für den Exerzier- und Felddienst unterliegt keinem Bedenken. Er führt gemischte Waffen befriedigend, füllt seine Stellung gut aus, ist felddienstfähig und zu weiterer Beförderung geeignet. Seine ökonomischen Verhältnisse sind geordnet.

### Familie
Foerster heiratete am 16. Juli 1851 in Breslau Elisabeth von Barby (1830–1906), eine Tochter des Premierleutnants Adolf Karl von Barby. Das Paar hatte mehrere Kinder:
- Elisabeth (* 1852) ⚭ Williko von Bismarck († 1890), Major[1]
- Georg (1854–1877), preußischer Leutnant
- Alfred (1856–1862)
- Karl (* 1864), preußischer Rittmeister ⚭ 1892 Margarethe von Heineccius (* 1870)[2], Tochter von Benno von Heineccius